# Уланци
Уланци или понякога Хуланци (на македонска литературна норма: Уланци) е село в централната част на Северна Македония, община Градско в околностите на град Велес.

## География
Селото е разположено на левия бряг на река Вардар, но не на самата река, южно от град Велес, и североизточно от общинския център село Градско, което е разположено на другия бряг на Вардар. Най-близката железопътна връзка е в Градско и пак покрай него жителите на Уланци могат да ползват удобни шосейни връзка по магистралния път от Скопие за Солун.
Разположено на надморска височина от около 120 метра Уланци има богато землище добре напоено от реките Вардар и Брегалница.

## История
Разположено в близост на античния град Стоби, землището на Уланци е заселено от древни времена. Според предположенията старият Стоби се е простирал от двете страни на Вардар в близост до вливането на Черна във Вардар. Днешното село Уланци най-вероятно възниква като чифлик в османския период.
В XIX век Уланци е българско село в Щипска кааза на Османската империя. Селската църква „Свети Николай“ е от 1830 година. В селото има и възрожденска църква „Свети Спас“. Според статистиката на Васил Кънчов („Македония. Етнография и статистика“) от 1900 година Уланци има 360 жители, всички българи християни.
През 1901 година край Уланци в сражение с турски аскер загива войводата Мирче Ацев Оровчанеца.
В началото на XX век жителите на селото са под върховенството на Българската екзархия. По данни на секретаря на екзархията Димитър Мишев („La Macédoine et sa Population Chrétienne“) през 1905 година в Улапци (Oulaptzi) има 240 българи екзархисти.
При избухването на Балканската война в 1912 година 9 души от селото са доброволци в Македоно-одринското опълчение.
След Междусъюзническата война в 1913 година селото попада в Сърбия.
На етническата си карта от 1927 година Леонард Шулце Йена показва Уланци (Ulanci) като българско християнско село.
Добрите условия в землището на селото предразполагат към добре развито земеделие. Най-застъпено е отглеждането на пиперки (зелени пиперки), домати, кромид, а също така зърнени култури, тютюн и лозя. През зимния период в околностите на селото се разполагат на зимуване стада овце от Западна Македония.
По данни от преброяването през 1994 година, жителите на Уланци наброяват 84 жители. Според преброяването от 2002 година селото има 80 жители, от които:
| Националност | Всичко |
| македонци    | 72     |
| албанци      | 0      |
| турци        | 7      |
| роми         | 0      |
| власи        | 0      |
| сърби        | 1      |
| бошняци      | 0      |
| други        | 0      |

## Личности
Родени в Уланци
- Антон Иванов Кръстев Иновски (1894 - 1947), български военен деец, създател на антикомунистическата организация „Цар Крум“
- Иван Д. Иновски, македоно-одрински опълченец, 38-годишен, златар, IV отделение, 1 рота на 7 кумановска дружина[9]
- Лазо Андреев, македоно-одрински опълченец, 20-годишен, работник, неграмотен, 1 рота на 3 солунска, 15 щипска дружина, кръст „За храброст“ ІV степен[10]

Починали в Уланци
- Григор Арнаутчето (1874 – 1901), четник при Мирче Ацев, родом от Тетово[11]
- Зафир Вазалията (1865 – 1901), български революционер от ВМОРО, четник при Мирче Ацев, родом от Велес[12]
- Мите Митака (1876 – 1901), български революционер от ВМОРО, четник при Мирче Ацев, родом от Щип[13]